# Bactris ana-juliae
Bactris ana-juliae är en enhjärtbladig växtart som beskrevs av Cascante. Bactris ana-juliae ingår i släktet Bactris och familjen Arecaceae.
Artens utbredningsområde är Costa Rica. Inga underarter finns listade i Catalogue of Life.